# ATP Challenger Tour Finals 2015
El ATP Challenger Tour Finals 2015 es un torneo de tenis jugado en la Sociedade Harmonia de Tenis en São Paulo, Brasil, entre el 23 y el 27 de noviembre de 2015.

## Puntos y premios
El total de premios del torneo fue de US$ 220,000.
| Etapa                | Dinero       | Puntos  |
| -------------------- | ------------ | ------- |
| Campeón              | RR + $45,000 | RR + 80 |
| Finalista            | RR + $21,000 | RR + 30 |
| Partido ganado en RR | $6,300       | 15      |
| Participación        | $6,300       | 0       |
| Alternantes          | $3,500       | 0       |

- RR son los puntos o premios ganados en la etapa de Round Robin.

## Clasificación
| Clasificados 2015 | Clasificados 2015       | Clasificados 2015 | Clasificados 2015 | ATP Ranking |
| #                 | Jugador                 | Puntos            | Torneos           | ATP Ranking |
| ----------------- | ----------------------- | ----------------- | ----------------- | ----------- |
| 1                 | Paolo Lorenzi           | 725               | 35                | 68          |
| 2                 | Guido Pella             | 671               | 24                | 78          |
| 3                 | Daniel Muñoz de la Nava | 629               | 22                | 86          |
| 4                 | Marco Cecchinato        | 615               | 22                | 89          |
| 5                 | Iñigo Cervantes         | 539               | 27                | 108         |
| 6                 | Radu Albot              | 477               | 26                | 121         |
| 7                 | Farrukh Dustov          | 332               | 23                | 162         |
| 8                 | Guilherme Clezar        | 320               | 28                | 164         |

## Round Robin

### Grupo A

#### Resultados
| Día             | Ganador                     | Perdedor                    | Resultado        |
| --------------- | --------------------------- | --------------------------- | ---------------- |
| 25 de noviembre | Iñigo Cervantes [5]         | Daniel Muñoz de la Nava [3] | 4–6, 7–6(3), 7–5 |
| 25 de noviembre | Paolo Lorenzi [1]           | Farrukh Dustov [7]          | 4–6, 6–3, 6–4    |
| 26 de noviembre | Daniel Muñoz de la Nava [3] | Farrukh Dustov [7]          | 7–6(7–3), 6–1    |
| 26 de noviembre | Iñigo Cervantes [5]         | Paolo Lorenzi [1]           | 6–4, 6–3         |
| 27 de noviembre | Iñigo Cervantes [5]         | Farrukh Dustov [7]          | 6–3, 6–3         |
| 27 de noviembre | Daniel Muñoz de la Nava [3] | Paolo Lorenzi [1]           | 4–6, 6–3, 6–2    |

#### Posiciones
| Pos. | Favorito | Jugador                 | Jugador | Sets | Juego |
| ---- | -------- | ----------------------- | ------- | ---- | ----- |
| 1    | 5        | Iñigo Cervantes         | 3:0     | 6:1  | 42:30 |
| 2    | 3        | Daniel Muñoz de la Nava | 2:1     | 5:3  | 46:36 |
| 3    | 1        | Paolo Lorenzi           | 1:2     | 3:5  | 34:41 |
| 4    | 7        | Farrukh Dustov          | 0:3     | 1:6  | 26:41 |

### Grupo B

#### Resultado
| Día             | Ganador                 | Perdedor                | Resultado        |
| --------------- | ----------------------- | ----------------------- | ---------------- |
| 25 de noviembre | Guilherme Clezar [8/WC] | Marco Cecchinato [4]    | 7–5, 6–4         |
| 25 de noviembre | Guido Pella [2]         | Radu Albot [6]          | 3–6, 6–1, 6–3    |
| 26 de noviembre | Radu Albot [6]          | Marco Cecchinato [4]    | 4–6, 6–3, 6–2    |
| 26 de noviembre | Guido Pella [2]         | Guilherme Clezar [8/WC] | 6–4, 6–3         |
| 27 de noviembre | Guilherme Clezar [8/WC] | Radu Albot [6]          | 6–2 , 6–4        |
| 27 de noviembre | Marco Cecchinato [4]    | Guido Pella [2]         | 1–6 , 0–1 Retiro |

#### Posiciones
| Pos. | Favorito | Jugador          | Jugador | Sets | Juegos |
| ---- | -------- | ---------------- | ------- | ---- | ------ |
| 1    | 2        | Guido Pella      | 2:1     | 5:1  | 34:18  |
| 2    | 8        | Guilherme Clezar | 2:1     | 4:2  | 32:27  |
| 3    | 6        | Radu Albot       | 1:2     | 3:5  | 32:38  |
| 4    | 4        | Marco Cecchinato | 1:2     | 1:5  | 21:36  |

## Cuadro final
|  | Semifinales | Semifinales      | Semifinales             | Semifinales | Semifinales |   |                         | Final | Final | Final | Final | Final |
|  |             |                  |                         |             |             |   |                         |       |       |       |       |       |
|  | 5           | Iñigo Cervantes  | 6                       | 7           |             |   |                         |       |       |       |       |       |
|  | 8/WC        | Guilherme Clezar | 3                       | 6           |             |   |                         |       |       |       |       |       |
|  | 8/WC        | Guilherme Clezar | 3                       | 6           |             | 5 | Iñigo Cervantes         | 6     | 3     | 7     |       |       |
|  |             |                  |                         |             |             | 5 | Iñigo Cervantes         | 6     | 3     | 7     |       |       |
|  |             | 3                | Daniel Muñoz de la Nava | 2           | 6           | 6 |                         |       |       |       |       |       |
|  | 3           | 3                | Daniel Muñoz de la Nava | 2           | 6           | 6 | Daniel Muñoz de la Nava | w/o   |       |       |       |       |
|  | 3           |                  |                         |             |             |   | Daniel Muñoz de la Nava | w/o   |       |       |       |       |
|  | 2           | Guido Pella      |                         |             |             |   |                         |       |       |       |       |       |